# Coccopterum
Coccopterum, monotipski rod zelenih algi u porodici Pyramimonadaceae, dio reda Pyramimonadales. Jedina vrsta je morska alga C. labyrinthus

## Sinonimi
- Pterosperma labyrinthus Ostenfeld 1903
- Nematosphaeropsis labyrinthus (Ostenfeld) P.C.Reid 1974